# Hannibal (soundtrack)
Hannibal is de originele soundtrack van de film met dezelfde naam, gecomponeerd door Hans Zimmer. Het album werd uitgebracht op 1 februari 2001 door Decca Records.
De filmmuziek werd uitgevoerd door het orkest The Lyndhurst Orchestra onder leiding van Gavin Greenaway. Het koor werd gedirigeerd door Rupert Gregson-Williams. De regisseur van de film, Ridley Scott maakte bij de vorige film Gladiator ook al gebruik van componist Zimmer en The Lyndhurst Orchestra. Tijdens de muzieknummers op het album hoor je bij de tracks 1, 9, 10 en 12 de gesprekken van Hannibal Lecter (Anthony Hopkins). Het nummer "Aria Da Capo" is een compositie van Johann Sebastian Bach en werd uitgevoerd door de pianist Glenn Gould. Het nummer "Vide cor meum" is een opera-aria, geschreven door Patrick Cassidy en gezongen door Danielle de Niese en Bruno Lazzaretti. Het nummer werd later ook gebruikt in de film Kingdom of Heaven. Zimmer's assistent componist Klaus Badelt schreef mee aan het nummer "Gourmet Valse Tartare". De muzikanten en componisten Martin Tillman en Mel Wesson schreven het nummer "Firenze Di Notte".

## Musici
- Bruce Fowler - Trombone
- Anthony Pleeth - Cello
- Martin Tillman - Cello
- Bruce White - Altviool
- Jonathan Williams - Cello

## Nummers
| Nr. | Titel                     | Duur  |
| --- | ------------------------- | ----- |
| 1   | Dear Clarice              | 6:02  |
| 2   | Aria Da Capo              | 1:14  |
| 3   | The Capponi Library       | 1:14  |
| 4   | Gourmet Valse Tartare     | 6:50  |
| 5   | Avarice                   | 3:54  |
| 6   | For A Small Stipend       | 0:55  |
| 7   | Firenze Di Notte          | 3:09  |
| 8   | Virtue                    | 4:37  |
| 9   | Let My Home Be My Gallows | 10:00 |
| 10  | The Burning Heart         | 4:24  |
| 11  | To Every Captive Soul     | 6:50  |
| 12  | Vide cor meum             | 4:20  |

## Hitnoteringen

### NederlandseAlbum Top 100
| Hitnotering: 10-03-2001 t/m 31-03-2001 | Hitnotering: 10-03-2001 t/m 31-03-2001 | Hitnotering: 10-03-2001 t/m 31-03-2001 | Hitnotering: 10-03-2001 t/m 31-03-2001 | Hitnotering: 10-03-2001 t/m 31-03-2001 | Hitnotering: 10-03-2001 t/m 31-03-2001 |
| Week:                                  | 1                                      | 2                                      | 3                                      | 4                                      |                                        |
| -------------------------------------- | -------------------------------------- | -------------------------------------- | -------------------------------------- | -------------------------------------- | -------------------------------------- |
| Positie:                               | 81                                     | 77                                     | 70                                     | 76                                     | uit                                    |

### VlaamseUltratop 100Albums
| Hitnotering: 17-03-2001 t/m 14-04-2001 | Hitnotering: 17-03-2001 t/m 14-04-2001 | Hitnotering: 17-03-2001 t/m 14-04-2001 | Hitnotering: 17-03-2001 t/m 14-04-2001 | Hitnotering: 17-03-2001 t/m 14-04-2001 | Hitnotering: 17-03-2001 t/m 14-04-2001 | Hitnotering: 17-03-2001 t/m 14-04-2001 |
| Week:                                  | 1                                      | 2                                      | 3                                      | 4                                      | 5                                      |                                        |
| -------------------------------------- | -------------------------------------- | -------------------------------------- | -------------------------------------- | -------------------------------------- | -------------------------------------- | -------------------------------------- |
| Positie:                               | 43                                     | 37                                     | 35                                     | 39                                     | 48                                     | uit                                    |

## Prijzen en nominaties
| Jaar | Prijs           | Categorie        | Genomineerde(n) | Uitslag     |
| ---- | --------------- | ---------------- | --------------- | ----------- |
| 2002 | Satellite Award | Beste soundtrack | Hans Zimmer     | Genomineerd |